# Loose (S1mba-dal)
A Loose a brit előadó, S1mba kislemeze, amelyen közreműködött KSI. A dal producere RELYT és Grades volt. A kislemez digitális letöltésként és streaming platformokon jelent meg 2020. szeptember 11-én a Parlophone és Warner kiadókon keresztül. Stílusát tekintve hiphop és afroswing.
A Loose pozitív reakciókat kapott zenekritikusoktól. A dal 14. helyen debütált az Egyesült Királyságban, illetve szerepelt a slágerlistákon Írországban, Hollandiában és Új-Zélandon. 2020. szeptember 11-én jelent meg a dal videóklipje.

## Megjelenés
2020. szeptember 3-án S1mba közösségi média oldalain bejelentette, hogy ki fog adni egy kislemezt, melynek címe Loose lesz. A közreműködő előadót, az albumborítót és a megjelenés dátumát 2020. szeptember 4-én jelentették be. A kislemez digitális letöltésként és streaming platformokon jelent meg 2020. szeptember 11-én a Parlophone és Warner Music Group kiadókon keresztül. A megjelenéskor S1mba és KSI szerepeltek a Spotify New Music Friday UK lejátszási listájának borítóján.

### Remix
2020. október 9-én Nathan Dawe kiadta saját verzióját a dalból, amely S1mba YouTube-csatornáján jelent meg.

## Videóklip
A videóklip a GRM Daily YouTube-csatornán jelent meg 2020. szeptember 11-én. 8.4 millió megtekintése van, 24 órán belül 1.1 milliót szerzett, amely a legtöbb volt a csatorna történetében. A klipet Capone rendezte, a jelenetek nagy részében a két rapper bulizik egy villában.

## Közreműködő előadók
A Tidal adatai alapján.
- S1mba – vokál, dalszerző
- KSI – vokál, dalszerző
- RELYT – producer, dalszerző
- Grades – producer, dalszerző
- Jae5 – keverés
- Stuart Hawkes – master

## Slágerlisták
| Slágerlista (2020)                  | Legmagasabb pozíció |
| ----------------------------------- | ------------------- |
| Euro Digital Song Sales (Billboard) | 14                  |
| Hollandia (Single Tip)              | 26                  |
| Írország (IRMA)                     | 23                  |
| New Zealand Hot Singles (RMNZ)      | 7                   |
| Skócia (OCC)                        | 11                  |
| Brit kislemezlista (OCC)            | 14                  |
| Brit R&B-lista (OCC)                | 10                  |

## Kiadások
| Régió              | Dátum                | Formátum(ok)                     | Verzió megnevezése | Kiadó                 |
| ------------------ | -------------------- | -------------------------------- | ------------------ | --------------------- |
| Világszerte        | 2020. szeptember 11. | - digitális letöltés - streaming | Original           | - Parlophone - Warner |
| Egyesült Királyság | 2020. szeptember 11. | kortárs rádió                    | Original           | - Parlophone - Warner |
| Egyesült Királyság | 2020. szeptember 11. | kortárs slágerrádió              | Original           | - Parlophone - Warner |
| Világszerte        | 2020. október 9.     | - digitális letöltés - streaming | Nathan Dawe Remix  | - Parlophone - Warner |